# Siarang Arang
Siarang Arang is een bestuurslaag in het regentschap Rokan Hilir van de provincie Riau, Indonesië. Siarang Arang telt 7864 inwoners (volkstelling 2010).